# 元良親王
元良親王（日语：／ Motoyoshi Shinnō */?，890年—943年8月29日）是日本平安時代前期至中期的親王、歌人，父親是陽成天皇，三品兵部卿，百人一首歌人。

## 生平
元良親王出生時，其父陽成天皇已經退位。他既為親王，也身兼三品兵部卿，不過為人風流好色，相關事蹟散見於《大和物語》和《今昔物語集》等等。另外按《徒然草》記載，「鳥羽作道並非興建鳥羽殿後所取的名字，而是古來便使用的名稱。根據《吏部王記》所述，元良親王在元日的奏賀時聲線雄厚響亮，他大極殿發出的聲音，去到鳥羽作道也能夠聽得到。」（鳥羽の作り道は、鳥羽殿建てられて後の號にはあらず、昔よりの名なり。元良親王、元日の奏賀の聲はなはだ殊勝にして、大極殿より鳥羽の作り道まできこえけるよし、李部王の記に侍るとかや。），從距離來看的話，這明顯是誇大其辭。他在天慶6年7月26日（943年8月29日）死去，按《尊卑分脈》記載，其死因是猝死，得年54歲。

## 和歌
元良親王精於以戀愛為題材的和歌，關於戀愛的贈答歌也非常多，例子有《大和物語》中他與修理之君、平中興之女和中納言之君等愛慕對象的贈答。與此同時作為歌人，敕撰和歌集中最早收錄了其作品的是《後撰和歌集》，最初是七首，最終共二十首作品入選敕撰和歌集。另外，他也與其弟元平親王分別以「醒來之戀」（ねざめのこひ）和「清晨分離之戀」（あかつきのわかれのこひ）為題，舉行了各詠唱二十首，兩人共計四十首的「陽成院親王二人歌合」。他在上覺編寫的歌學書《和歌色葉》中獲列為名譽歌仙。
《百人一首》的入選作是：
| 原文 | 中譯                                                        |
| ---- | ----------------------------------------------------------- |
|      | 流言蜚語此刻起 覆水難收人自知 如同難波澪標般 犧牲得來再相逢 |

根據《後撰和歌集》的詞書「事情發生後贈予京極御息所」（事いできてのちに京極御息所につかはしける），顯示這首和歌是元良親王在與京極御息所外遇一事被揭發後贈予其的一首作品，在《後撰和歌集》內歸入戀二（戀愛初期的情況）卷，後來的《拾遺和歌集》不但改為將其歸入戀五（戀愛末期的情況），詞書上更變成「不知題名」（題知らず），試圖抹去了出軌一事。除了展現了對京極御息所的心意之餘，也反映了自己作為陽成天皇之子無法繼承皇位的苦楚，尤其是光孝天皇之子源定省原本已經是臣籍降下，後來卻不但獲親王宣下，甚至繼位成為了天皇（即宇多天皇），而京極御息所正正就是受到了宇多天皇的寵幸。元良親王為人風流的性格也與京極御息所的外祖父，《伊勢物語》的主角在原業平連結起來。
元良親王盡管未獲藤原公任選入三十六歌仙，不過公任有將這首和歌收錄至其編寫的《拾遺抄》和《和歌九品》，而藤原俊成亦有將此歌收入《古來風體抄》。另外，根據《井蛙抄》記載，後鳥羽天皇在「時代不同歌合」中曾經將元良親王與藤原定家放在一起而引起了定家不滿，盡管如此他仍然將這首和歌收入《八代抄》、《自筆本近代秀歌》、《秀歌體大略》、《八代集秀逸》和《五代簡要》等個人作品內。在《拾遺愚草》中，定家更直接借用了「如同難波澪標般」（難波なる身をつくしても）來進行創作，本來難波是蘆葦的枕詞，在八代集內只有這首和歌是作為枕詞與澪標連結起來。此外，《源氏物語》第14帖「澪標」也引用了此歌。
家集是《元良親王集》，現存的版本主要是宮內廳書陵部所收的第一類和第二類兩個版本。第一類收錄了166首和歌，其中包含了四首連歌，為江戶時代初期的手抄本，《新編國歌大觀》以此為底本。第二類收錄的和歌數目是為168首，為《群書類從》所收錄的版本。由於兩個版本均各有缺失，因此實際上的收錄數目是171首，與《大和物語》重叠的和歌則有16首，也包含了元良親王與30多名女性的贈答歌，雖然帶有《伊勢物語》一般的歌物語的特性，但是並沒有變成物語，而是維持了作為和歌集的本質。在以圍繞女性與自身來作成歌集這一點上，《元良親王集》類同於藤原伊尹的家集《一條攝政御集》，目前版本雖然由後世編成，但是從這一點上來看其原型也來自元良親王本身的自行編製的版本，成立時期方面推測其成書於歌物語盛行的十世紀中期。冷泉家時雨亭文庫所收，真觀的手抄本以「私家集」的名義與其他冷泉家時雨亭文庫保有的4卷83冊共196帖在2002年6月26日獲指定為重要文化財。

## 系圖
|  |  | (54)仁明天皇 | (54)仁明天皇 | (54)仁明天皇 | (54)仁明天皇 | (54)仁明天皇 | (54)仁明天皇 |  |  | (55)文德天皇 | (55)文德天皇 | (55)文德天皇 | (55)文德天皇 | (55)文德天皇 | (55)文德天皇 |  |  | (56)清和天皇          | (56)清和天皇          | (56)清和天皇          | (56)清和天皇          | (56)清和天皇          | (56)清和天皇          |  |  | (57)陽成天皇          | (57)陽成天皇          | (57)陽成天皇          | (57)陽成天皇          | (57)陽成天皇          | (57)陽成天皇          |  |  | 元良親王             | 元良親王             | 元良親王             | 元良親王             | 元良親王             | 元良親王             |
|  |  | (54)仁明天皇 | (54)仁明天皇 | (54)仁明天皇 | (54)仁明天皇 | (54)仁明天皇 | (54)仁明天皇 |  |  | (55)文德天皇 | (55)文德天皇 | (55)文德天皇 | (55)文德天皇 | (55)文德天皇 | (55)文德天皇 |  |  | (56)清和天皇          | (56)清和天皇          | (56)清和天皇          | (56)清和天皇          | (56)清和天皇          | (56)清和天皇          |  |  | (57)陽成天皇          | (57)陽成天皇          | (57)陽成天皇          | (57)陽成天皇          | (57)陽成天皇          | (57)陽成天皇          |  |  | 元良親王             | 元良親王             | 元良親王             | 元良親王             | 元良親王             | 元良親王             |
|  |  |              |              |              |              |              |              |  |  |              |              |              |              |              |              |  |  | 惟喬親王              | 惟喬親王              | 惟喬親王              | 惟喬親王              | 惟喬親王              | 惟喬親王              |  |  | 貞純親王              | 貞純親王              | 貞純親王              | 貞純親王              | 貞純親王              | 貞純親王              |  |  | (源)經基〔清和源氏〕 | (源)經基〔清和源氏〕 | (源)經基〔清和源氏〕 | (源)經基〔清和源氏〕 | (源)經基〔清和源氏〕 | (源)經基〔清和源氏〕 |
|  |  |              |              |              |              |              |              |  |  |              |              |              |              |              |              |  |  | 惟喬親王              | 惟喬親王              | 惟喬親王              | 惟喬親王              | 惟喬親王              | 惟喬親王              |  |  | 貞純親王              | 貞純親王              | 貞純親王              | 貞純親王              | 貞純親王              | 貞純親王              |  |  | (源)經基〔清和源氏〕 | (源)經基〔清和源氏〕 | (源)經基〔清和源氏〕 | (源)經基〔清和源氏〕 | (源)經基〔清和源氏〕 | (源)經基〔清和源氏〕 |
|  |  |              |              |              |              |              |              |  |  | (58)光孝天皇 | (58)光孝天皇 | (58)光孝天皇 | (58)光孝天皇 | (58)光孝天皇 | (58)光孝天皇 |  |  | (59)宇多天皇          | (59)宇多天皇          | (59)宇多天皇          | (59)宇多天皇          | (59)宇多天皇          | (59)宇多天皇          |  |  | (60)醍醐天皇          | (60)醍醐天皇          | (60)醍醐天皇          | (60)醍醐天皇          | (60)醍醐天皇          | (60)醍醐天皇          |  |  |                      |                      |                      |                      |                      |                      |
|  |  |              |              |              |              |              |              |  |  | (58)光孝天皇 | (58)光孝天皇 | (58)光孝天皇 | (58)光孝天皇 | (58)光孝天皇 | (58)光孝天皇 |  |  | (59)宇多天皇          | (59)宇多天皇          | (59)宇多天皇          | (59)宇多天皇          | (59)宇多天皇          | (59)宇多天皇          |  |  | (60)醍醐天皇          | (60)醍醐天皇          | (60)醍醐天皇          | (60)醍醐天皇          | (60)醍醐天皇          | (60)醍醐天皇          |  |  |                      |                      |                      |                      |                      |                      |
|  |  |              |              |              |              |              |              |  |  | 人康親王     | 人康親王     | 人康親王     | 人康親王     | 人康親王     | 人康親王     |  |  | 操子女王 (藤原基經妻) | 操子女王 (藤原基經妻) | 操子女王 (藤原基經妻) | 操子女王 (藤原基經妻) | 操子女王 (藤原基經妻) | 操子女王 (藤原基經妻) |  |  | 真寂法親王 (齊世親王) | 真寂法親王 (齊世親王) | 真寂法親王 (齊世親王) | 真寂法親王 (齊世親王) | 真寂法親王 (齊世親王) | 真寂法親王 (齊世親王) |  |  |                      |                      |                      |                      |                      |                      |
|  |  |              |              |              |              |              |              |  |  | 人康親王     | 人康親王     | 人康親王     | 人康親王     | 人康親王     | 人康親王     |  |  | 操子女王 (藤原基經妻) | 操子女王 (藤原基經妻) | 操子女王 (藤原基經妻) | 操子女王 (藤原基經妻) | 操子女王 (藤原基經妻) | 操子女王 (藤原基經妻) |  |  | 真寂法親王 (齊世親王) | 真寂法親王 (齊世親王) | 真寂法親王 (齊世親王) | 真寂法親王 (齊世親王) | 真寂法親王 (齊世親王) | 真寂法親王 (齊世親王) |  |  |                      |                      |                      |                      |                      |                      |
|  |  |              |              |              |              |              |              |  |  |              |              |              |              |              |              |  |  |                       |                       |                       |                       |                       |                       |  |  | 敦實親王              | 敦實親王              | 敦實親王              | 敦實親王              | 敦實親王              | 敦實親王              |  |  | (源)雅信〔宇多源氏〕 | (源)雅信〔宇多源氏〕 | (源)雅信〔宇多源氏〕 | (源)雅信〔宇多源氏〕 | (源)雅信〔宇多源氏〕 | (源)雅信〔宇多源氏〕 |
|  |  |              |              |              |              |              |              |  |  |              |              |              |              |              |              |  |  |                       |                       |                       |                       |                       |                       |  |  | 敦實親王              | 敦實親王              | 敦實親王              | 敦實親王              | 敦實親王              | 敦實親王              |  |  | (源)雅信〔宇多源氏〕 | (源)雅信〔宇多源氏〕 | (源)雅信〔宇多源氏〕 | (源)雅信〔宇多源氏〕 | (源)雅信〔宇多源氏〕 | (源)雅信〔宇多源氏〕 |